# Sean Smith
Sean Smith (ur. 2 kwietnia 1971 w London w prowincji Ontario) – amerykański narciarz pochodzenia kanadyjskiego, specjalista narciarstwa dowolnego. Nigdy nie startował na mistrzostwach świata. Zajął 13. miejsce w jeździe po muldach na igrzyskach olimpijskich w Lillehammer. Najlepsze wyniki w Pucharze Świata osiągnął w sezonie 1993/1994, kiedy to zajął 28. miejsce w klasyfikacji generalnej, a w klasyfikacji jazdy po muldach był piąty.
W 1998 r. zakończył karierę.

## Sukcesy

### Igrzyska olimpijskie
| Miejsce | Dzień     | Rok  | Miejscowość | Konkurencja      | Zwycięzca         |
| ------- | --------- | ---- | ----------- | ---------------- | ----------------- |
| 13.     | 16 lutego | 1994 | Lillehammer | Jazda po muldach | Jean-Luc Brassard |

### Puchar Świata

#### Miejsca w klasyfikacji generalnej
- 1991/1992 – 60.
- 1992/1993 – 64.
- 1993/1994 – 28.
- 1994/1995 – 108.
- 1995/1996 – 59.
- 1996/1997 – 76.
- 1997/1998 – -

#### Miejsca na podium
1. La Plagne – 21 grudnia 1993 (Jazda po muldach) – 2. miejsce
2. Breckenridge – 15 stycznia 1994 (Jazda po muldach) – 3. miejsce
3. Kirchberg – 21 lutego 1997 (Muldy podwójne) – 2. miejsce
4. Altenmarkt – 7 marca 1997 (Jazda po muldach) – 3. miejsce

- W sumie 2 drugie i 2 trzecie miejsca.